# NGC 1820
NGC 1820 ist die Bezeichnung eines offenen Sternhaufens im Sternbild Dorado. Das Objekt wurde am 2. Januar 1837 von John Herschel entdeckt.